# La Saignée (livre)
Pour l’article homonyme, voir La Saignée.
La Saignée est un thriller policier écrit par l'écrivain français Cédric Sire, publié une première fois aux éditions Fayard en septembre 2021 puis réédité en août 2022 par Le Livre de poche. Le roman a reçu le Prix Méditerranée Polar 2022 ainsi que le Prix des Lecteurs 2023 du Livre de Poche, catégorie Polar.

## Résumé
Dans le livre, le lecteur est plongé dans les méandres sombres du Dark web, où des voyeurs avides de sensations fortes s'adonnent à la torture et au meurtre en direct,.
Estel Rochand, ancienne championne de boxe, se trouve en difficulté depuis qu'elle a été écartée de la police à la suite d'une erreur qui a coûté la vie à une innocente. Maintenant garde du corps de seconde zone, Estel a de plus en plus de mal à contrôler ses accès de violence. Pendant ce temps, le policier Quentin Falconnier mène une enquête sur un site appelé La Saignée, qui diffuse des vidéos d'une violence inouïe. Sa mission : découvrir l'identité du tueur derrière le masque, coûte que coûte. Mais le temps presse, car un compte à rebours sinistre a commencé.

## Personnages principaux
- Estel Rochand : Ancienne championne de boxe et policière[3].
- Quentin Falconnier : Policier spécialisé en cybercriminalité[3].

## Distinctions
Ce roman a reçu le Prix Méditerranée Polar 2022, le Prix Les Petits Mots des Libraires 2022, et le Prix des lecteurs 2023 du Livre de Poche.